# Nagelgraf
Der Nagelgraf in Hamm war eine bei einer Kriegsnagelung entstandene Nagelfigur aus Eichenholz. Sie zeigte ein idealisiertes Bild des Grafen Adolf I. von der Mark, des Gründers der Stadt Hamm und der Grafschaft Mark. Die Skulptur wurde vom Düsseldorfer Bildhauer Leopold Fleischhacker 1915 angefertigt und am 2. Januar 1916 feierlich auf dem Marktplatz der Stadt Hamm eingeweiht.

## Historischer Kontext
Sehr bald nach Beginn des Ersten Weltkriegs kam der patriotische Brauch in Österreich-Ungarn auf, die Zivilbevölkerung an der Heimatfront mit in die Unterstützung der kämpfenden Truppe einzubeziehen, indem ihr die Möglichkeit gegeben wurde, durch Geldspenden ihren eigenen Kriegsbeitrag zu leisten. Solche Solidaritätsbekundungen mit der kämpfenden Truppe bzw. den Hinterbliebenen der gefallenen Soldaten fanden alsbald auch im Deutschen Kaiserreich ihre Anhänger.
An prominenten, meist geschichtsträchtigen Orten, wurden Figuren oder Objekte aus Holz aufgestellt, die lokale oder nationale Symbole darstellten. Die Bevölkerung bekam dann Gelegenheit, gegen eine mehr oder weniger hohe Spende Nägel (meist aus Eisen, gelegentlich auch aus Bronze, Silber oder Gold) in diese einzuschlagen. Die dadurch gesammelten Beträge wurden meist wohltätigen Zwecken zugeführt und entlasteten so den durch den Krieg strapazierten Staatshaushalt.
Der Ursprung des Ganzen dürfte im „Wehrmann in Eisen“ liegen, der in Wien zum selben Zweck im Jahre 1914 aufgestellt wurde.

## Entstehung in Hamm
Hamm war eine von vielen Städten mit einer Nagelfigur, wie in Berlin der Eisernen Hindenburg und in Düsseldorf der Bergische Löwe. Im September 1915 beriefen der Hammer Verleger Emil Griebsch, der Redakteur Adolf Lindemann und der Rektor Wilhelm Terbrüggen im Saal der Witwe Hallermann eine Versammlung ein, in der sie anregten, auch für Hamm ein solches Nagelstandbild zu errichten. Es sollte sich um eine „eiserne“ Symbolfigur handeln. Das Attribut „eisern“ bezieht sich dabei nicht vorrangig auf das verwendete Material – schließlich wurde die Figur letztendlich aus Eichenholz gefertigt –, sondern auf die antike griechische Mythologie. Diese kennt das Goldene Zeitalter, eine Zeit des Friedens, das Silberne Zeitalter, eine Zeit der Arbeit, und das Eiserne Zeitalter, eine Zeit des Krieges. Die Gestaltung einer „eisernen“ Figur sollte als Identifikation des Krieges diesem Vorbild entsprechen. Der Bezug zum Eisen wurde schließlich dadurch hergestellt, dass die Bevölkerung, zum Teil mit Hilfe eiserner Nägel, metallene Schilder auf die Statue nageln sollte, durch die schließlich nach und nach die eiserne Rüstung des Grafen entstand.
Gymnasiallehrer Hermann Eickhoff machte schließlich den Vorschlag, das Standbild nach dem Vorbild des Stadtgründers von Hamm, Graf Adolf I. von der Mark, zu gestalten. Adolf hatte sich vor allem in den Isenberger Wirren als Kriegsherr hervorgetan. Im Streit um das altenaische Erbe war es ihm gelungen, Dietrich von Altena-Isenberg, den Sohn des Mörders von Erzbischof Engelbert I. von Köln, Friedrich von Isenberg, zu schlagen und fast das gesamte altenaische Gebiet, das durch die Erbteilung von 1175/1180 gespalten worden war, wieder in (s)einer Hand zu vereinigen. Dietrich von Altena-Isenberg wurden nur Reste zugestanden, die spätere Grafschaft Limburg, während Graf Adolf auf den wiedervereinigten altenaischen Besitztümern die Anfänge der Grafschaft Mark etablierte. Graf Adolf wurde auf dieser Basis zum „Eisernen Grafen“ verklärt, der der gesuchten Identifikation des Krieges entsprach.
Im Gegensatz zu anderen Grafen von der Mark, die von Malern porträtiert wurden, gibt es vom Grafen Adolf kein lebensnahes Bildnis. Die Darstellung des Nagelgrafen war also von vornherein der Phantasie des Künstlers anheimgestellt, der dazu angehalten war, eine Symbolfigur für nationalistische Projektionen zu schaffen. Den Initiatoren war daran gelegen, vom weihevollen Nimbus des beinahe mythischen Stadtgründers zu profitieren. Die Kunstfigur hatte deshalb mit dem historischen Grafen außer dem Namen wenig gemein. Da es an gesichertem Wissen über das Leben Adolfs I. fehlte, bildeten sich um die Figur des Nagelgrafen eigene Sagen und Legenden.
So verband man etwa bei der Aufstellung des Nagelgrafen auf dem Hammer Marktplatz Anfang 1916 den Grafen Adolf nicht nur mit der Gründung Hamms und dem Krieg, sondern auch mit dem damaligen Herrscher des Deutschen Reiches, Kaiser Wilhelm. II. Sein Leben gleicht vielfach dem unseres jetzt regierenden Kaisers Wilhelm war am 3. Januar in der Presse zu lesen. Auch die Gleichsetzung des Grafen Adolf mit dem Kaiser hatte lediglich Symbolcharakter. Wegen des Mangels an gesicherten Erkenntnissen über den Grafen ließen sich Ähnlichkeiten in Eigenschaften, Verhalten oder politischen Entscheidungen nicht näher bestimmen. Der Vergleich hatte also keinerlei sachliche Substanz und diente der Glorifikation einerseits des Kaisers, andererseits des Grafen Adolf, aus der man Kapital zu schlagen gedachte.
Diese Zusammenhänge werden auch in folgenden Versen des Arbeitsausschusses deutlich:
Graf von der Mark in eisernem Wehre

bist doch ein Sinnbild unserer Tage

uns zum Gedächtnis für immer nun rage,

Enkeln zum Ansporn und zur Ehre.

Sei du, der du die Stadt hier gegründet,

der auch den ferneren Geschlechtern verkündet,

dass unsere Bürger am heimischen Herd

zeigten der Zeiten, der großen, sich wert.
Die Wehrhaftigkeit des Grafen galt als Sinnbild und Erinnerung an die große Zeit der Stadtgründung:
Hoch ragt die Reckengestalt des Grafen von der Mark aus deutscher Eiche, knorrig, kraftvoll, wie Westphalen ist. schwärmte die Presse nach Aufstellung der Statue.

## Fertigung
Eine Einzelperson spendete für die Fertigung des „Eisernen Grafen“ 3.000 Mark, so dass bald der Bildhauer Leopold Fleischhacker beauftragt werden konnte. Fleischhacker hatte bereits früher bekannte Kunstwerke der Stadt Hamm geschaffen, darunter die bronzene Figurengruppe Vater und Sohn (auch: Der Schwimmer) von 1913, die zunächst am Stadtbad aufgestellt wurde und sich heute im Maximare befindet. Später schuf er eine Grabstele für Isidor Lauter. Bemerkenswerterweise blieben die Werke des jüdischen Künstlers inklusive des Nagelgrafen während der gesamten Zeit der nationalsozialistischen Herrschaft unangetastet.
Fleischhacker stellte zunächst ein Gipsmodell her. Dieses befand sich zunächst im Besitz des Redakteurs Adolf Lindemann und gelangte auf abenteuerlichen Umwegen in das Gustav-Lübcke-Museum in Hamm, wo es erhalten geblieben ist. Aufgefunden hat es der Bezirksvorsteher des Stadtbezirks Hamm-Uentrop in einem Museum in Berlin. Dort gelang es ihm, die Überführung der Skulptur nach Hamm in die Wege zu leiten. Das Modell des Nagelgrafen ist nur gut einen Meter hoch, während die ausgeführte Skulptur 2,5 Meter groß war, mit Sockel sogar mehr als 2,7 Meter, und zwischen 13 und 14 Zentner schwer. Die aus einem Eichenklotz (deutsche Eiche) geschlagene Statue gab sich wehrhaft, gekleidet in eine Ritterrüstung des 13. Jahrhunderts; Kettenhemd, auf dem ein Wappen zu sehen ist, ein Helm auf dem Kopf, ein zweiter in Form eines Topfhelms, der vermutlich auf den getragenen gestülpt wurde, zu den Füßen, auf seinen Schild gestützt, das Schwert gegürtet. Der Umhang wird durch eine Fibel zusammengehalten.

## Einweihung
Die fertiggestellte Figur wurde schließlich in der Nordecke des Marktplatzes aufgestellt, überdacht von einem tempelartigen Pavillon. Auch dies geschah an symbolträchtiger Stelle. Genau hier hatte von 1876 bis 1914 die Figur der Germania gestanden, die an die deutschen Erfolge im Deutsch-Französischen Krieg von 1870/1871 erinnern sollte. Hier wurde also die Erinnerungskultur fortgesetzt, die sich legendenhaft um die Vorstellung vom „Eisernen Zeitalter“ rankte.
Die Statue wurde am 2. Januar 1916 feierlich eingeweiht. Im Rückblick berichtete der Westfälische Anzeiger von einer beeindruckenden Einweihungsfeier unter blauem Himmel mit zehntausenden von Besuchern. Eine große Menschenmenge versammelte sich an der Ecke Hohe Straße / Bahnhofstraße. Trommler, Pfeifer und die Kapelle des 130er Regiments führten einen Marsch an, der durch die Große Weststraße zum Marktplatz führte. Der Weg war von Flaggen und dichten Menschenreihen gesäumt. Gegen 11 Uhr 30 begann die eigentliche Einweihungsfeier, begleitet von musikalischen Darbietungen auf einem Podium, das eigens für Musiker und Sänger errichtet worden war. Georg Wilhelm Vogel (1842–1916) hatte zu diesem Anlass einige Zeilen gedichtet, die vom Rezitator August Dotter vorgetragen wurden. Zeitgleich wurde das Standbild enthüllt.
Anschließend trug Professor Hermann Eickhoff (1853–1934) die Weiherede vor, in deren Rahmen er an den Grafen Adolf erinnerte:
Durch Kampf und Sieg ging sein ganzes Leben! – ebenso wie das des Kaisers.
Die Ansprache wurde von der Hammer Bevölkerung begeistert aufgenommen und von Jubelrufen begleitet. In Freudenwallung stimmten die Besuch die Kaiserhymne an und anschließend das Lied Deutschlandlied.
Gegen Ende der Veranstaltung wurde zum ersten Mal „genagelt“. Oberbürgermeister Richard Matthaei befestigte das Ehrenschild der Stadt Hamm an der Figur.

## Das Nagelritual
Mit pathetischen Worten wurden die Hammer Einwohner dazu aufgefordert, im Säulengang des Rathauses Nägel zu erwerben. Der Erlös dieser öffentlichen Spende käme den Hinterbliebenen der Gefallenen des Ersten Weltkrieges zugute.
Wohlan, Ihr Bürger Hamms, Ihr Bewohner der alten Grafschaft Mark, zeigt Euch der teuren Opfer würdig!
Künftig wurden mit unterschiedlichen Arten von Nägeln metallene Schilder auf die Holzfigur genagelt. Auf diese Weise entstand der Eindruck einer langsam entstehenden metallenen Rüstung. Die Schilder kosteten 150 Mark oder mehr, wenn sie gemeinsam mit goldenen Nägeln erworben wurden, 25 Mark im Fall von silbernen Nägeln und zwischen 50 Pfennigen und 10 Mark bei eisernen Nägeln. Einen kleinen Eisennagel gab es schon für 50 Pfennig. Die Drahtindustriefabriken der Stadt spendeten je 5.000 Mark, die Bergwerksgesellschaft Trier, die u. a. die Zeche Radbod betrieb, 1.500 Mark. Aber auch Vereine, Schulen, Privatpersonen und das Reserve-Infanterie-Regiment Nr. 130 beteiligten sich an der Spendensammlung und trugen innerhalb nur eines Jahres beachtliche 61.000 Mark zusammen.
Das Ritual des Nagelns diente einerseits der Unterstützung der Frauen und Kinder gefallener Soldaten, andererseits aber auch der Rechtfertigung des Krieges. An vielen Orten war es das städtische Bürgertum, das von dem Gefühl nationaler Gemeinschaftichkeit vielfach wie berauscht wirkte, schilderte später der Historiker Ludger Grevelhörster die Stimmung zu Beginn des Krieges, der allgemein als Verteidigungskrieg verstanden wurde. Der Neid der Feinde habe den goldenen Frieden zerstört, der Feind trage die Schuld, er sei es, der unser so friedliebendes Volk zu den Waffen zwang, hieß es etwa im Westfälischen Anzeiger.
Dem Nationalrausch, den der Krieg erzeugt, konnte man sich nur schwerlich entziehen, wenn man nicht Schaden nehmen wollte an der eigenen, mühselig aufgebauten bürgerlichen Reputation. Immer wieder rief die Zeitung dazu auf, sich zu beteiligen. Wer Schilder und Nägel an der Holzfigur angebracht hatte, erhielt im Gegenzug eine sogenannte Nagelkarte als Beweis und zur Erinnerung. Ein Exemplar ist noch heute im Hammer Stadtarchiv zu finden.
Bemerkenswerterweise fand sich auf der Statue auch ein Schild der Hammer Synagogengemeinde. Als Zeichen der Solidarität hatte sie auf ihrem Schild, das sie auf die Statue nagelte, Zeilen aus der dritten Strophe des Deutschlandlieds angebracht:
Synagogen=Gemeinde Hamm

Einigkeit und Recht und Freiheit

Sind des Glückes Unterpfand,

Blüh im Glanze dieses Glückes

Blühe deutsches Vaterland!
Am Abend des 2. Januar 1916 wurde im Saal Buschkühle seitens des Streichorchesters des 130er Regiments mit der Unterstützung einiger Solisten ein Wohltätigkeits-Konzert abgehalten. Gegeben wurde neben Stücken von Edvard Grieg und Wolfgang Amadeus Mozart auch das Lied Graf Adolf von der Mark. Eisern, wehrhaft, deutsch und stark lautete der von Ludwig Nolte gesungene Text, den Adolf Lindemann geschrieben hatte.

## Weiterer Verbleib
Im Jahre 1925 wurde die Statue in dem Treppenhaus des neuen Rathauses (Stadthauses) an der Museumsstraße versetzt. Dort blieb sie bis zu ihrer Teilzerstörung am 5. Dezember 1944 durch einen alliierten Bombenangriff während des Zweiten Weltkrieges. Dabei ging auch der Nagelgraf verloren. Erst im Jahre 1949 wurde die Statue in den Trümmern des Stadthauses gefunden. Da der Kopf der Statue zerstört worden war, entschloss sich die Stadt, das Standbild vollständig zu entsorgen, so dass von ihm heute nichts mehr erhalten ist.
Jahre später fand der Bezirksvorsteher des Stadtbezirks Hamm-Uentrop in einem Museum in Berlin den seitens des Künstlers aus Gips gefertigten Skulpturentwurf, der sich zunächst im Besitz des Redakteurs Adolf Lindemann befunden hatte. Es gelang dem Bezirksvorsteher, die Gipsstatue nach Hamm zu holen, wo sie heute im Städtischen Gustav-Lübcke-Museum ausgestellt ist.

## Heutiges Abbild des Nagelgrafen und Zukunftspläne
Auf der Ostseite der Gaststätte Alte Mark in Hamm neben der Pankratiuskirche findet sich ein Fenster, das ein detailgetreues Abbild des Nagelgrafen zeigt. Von außen betrachtet erscheint das Bild spiegelverkehrt.
Der Förderverein Burg Mark Hamm e. V. plant, auf der Basis des Gipsentwurfes eine zeitgemäße Nachbildung des Nagelgrafen fertigen zu lassen. Da in Hamm aktuell kein Denkmal zum Andenken an den Stadtgründer Graf Adolf I. von der Mark existiert, soll es der Stadt Hamm zur Erinnerung an die Geschehnisse des Ersten Weltkrieges und die Gründung ihrer Stadt zur Verfügung gestellt werden.